# Sahlep

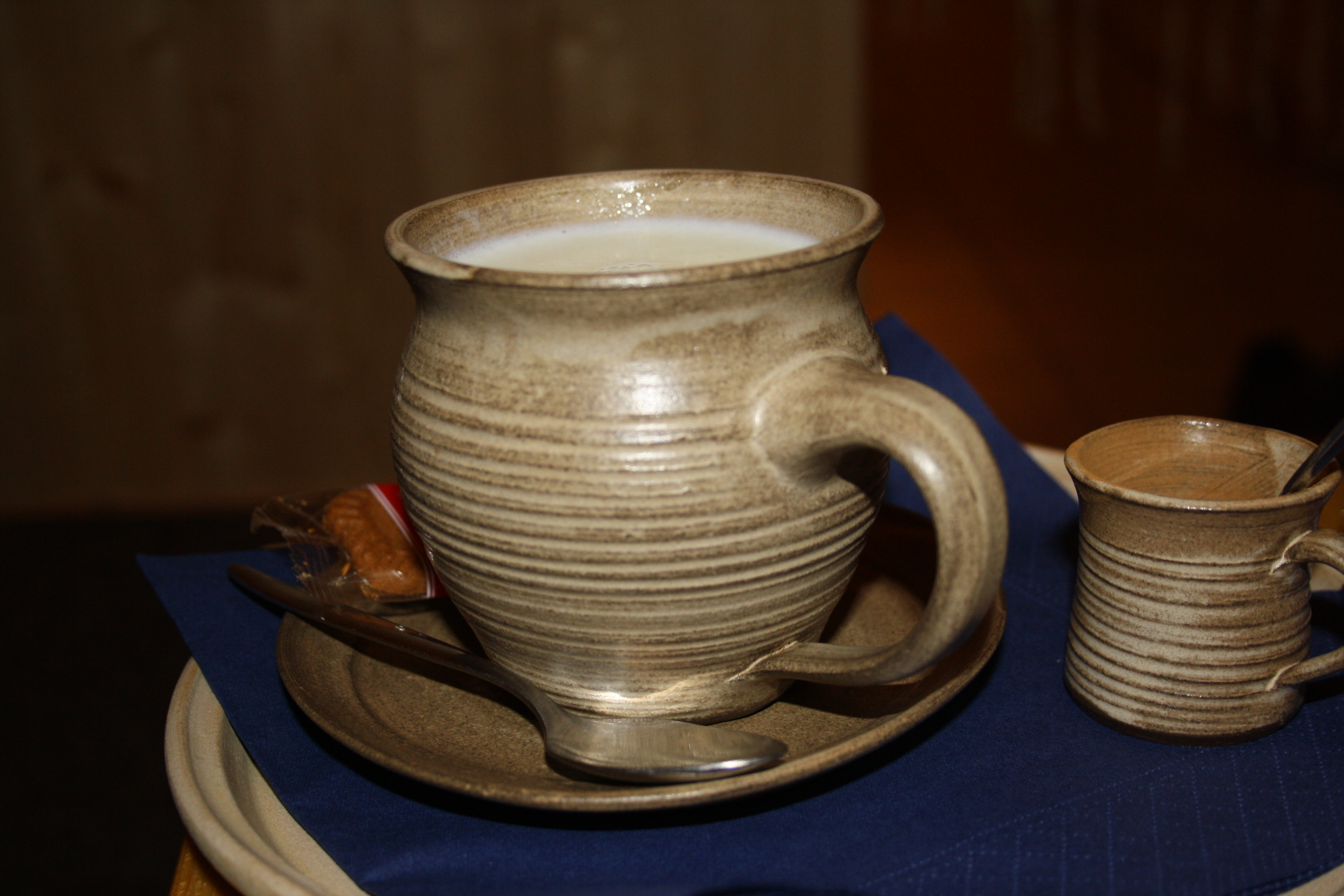
Sahlep im Topf

Sahlep (auch Sahleb oder Sahlab, türkisch Salep) ist ein in arabischen Ländern und der türkischen Küche übliches süßes, heiß getrunkenes und vor allem im Winter serviertes Milchgetränk. 
Neben Milch und Zucker stellt Sahleppulver den Hauptbestandteil des Getränkes dar. Dieses wird aus in Wäldern wild wachsenden Orchideenwurzeln des Salepkrautes (Knabenkraut) hergestellt. Verfeinert werden kann es mit gemahlenem Zimt, Kokosraspeln, zerkleinerten Erdnüssen, Haselnüssen und/oder Pistazien. Da die Salep-Stärke innerhalb Europas nur in türkischen und arabischen Läden und meist mit Zucker und anderen Zutaten versehen erhältlich ist, verwendet man auch oft Mais- bzw. Weizenstärke zur Zubereitung.

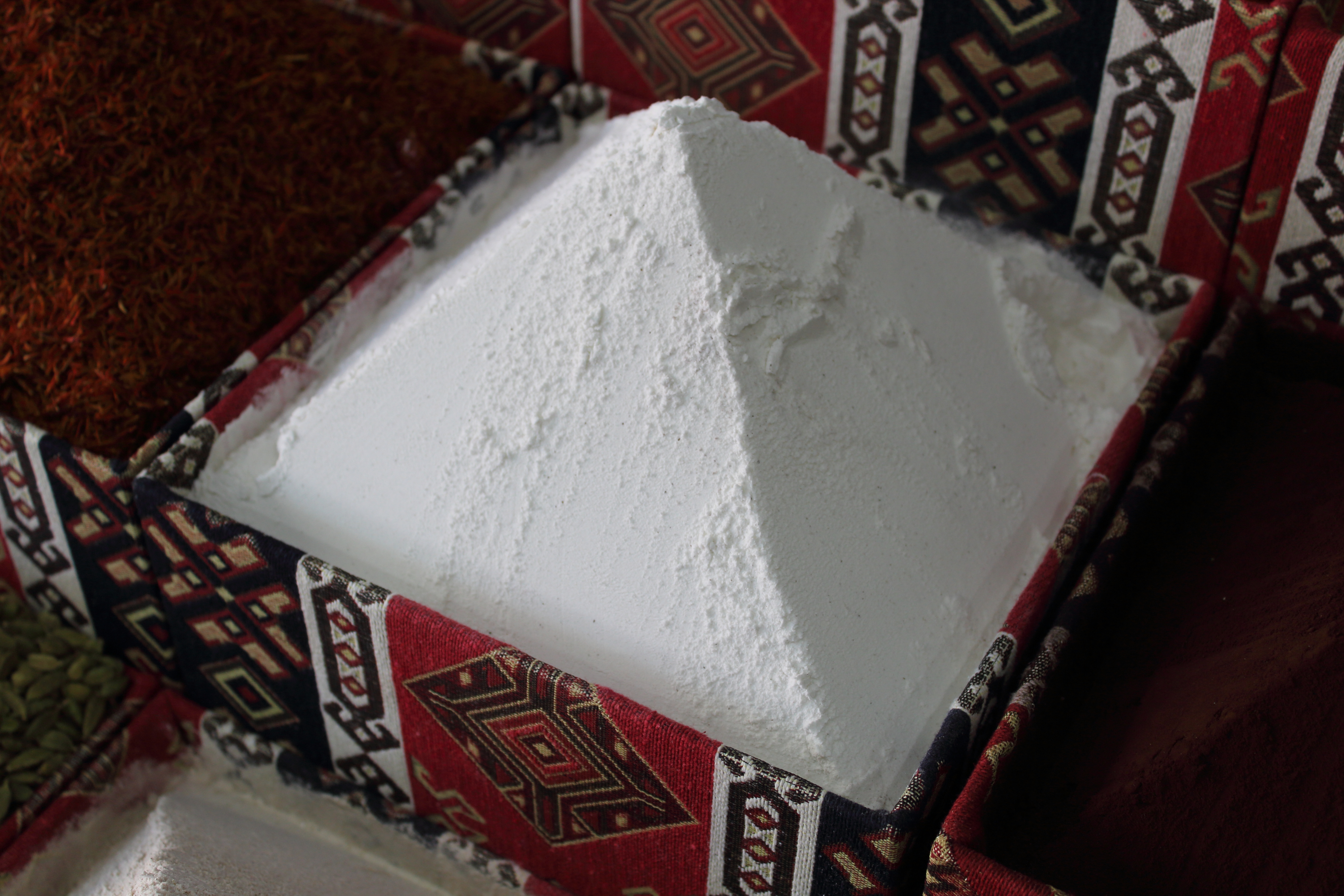
Sahleppulver

Aufgrund der großen Beliebtheit dieses Getränkes ist diese Orchideenart allerdings in einigen türkischen Regionen eine inzwischen gefährdete Pflanzenart. Einem in der türkischen Tageszeitung Hürriyet erschienenen Artikel zufolge etwa, wird die Wurzel in Kahramanmaraş unbedacht entfernt.